# Tjärnmyrberget
Tjärnmyrberget är en ort i Tåsjö socken i Strömsunds kommun. Orten ligger nordväst om Norråker.
Vid Statistiska centralbyråns folkräkning den 1 november 1960 utgjorde Tjärnmyrberget en "viss ort, som i fråga om bebyggelse uppfyller betingelserna för att räknas som tätort men där invånarantalet befunnits uppgå till 150 men understiga 200" och hade 180 invånare. Enligt SCB låg orten i Tåsjö landskommun.